# Sous-préfecture de Lapa

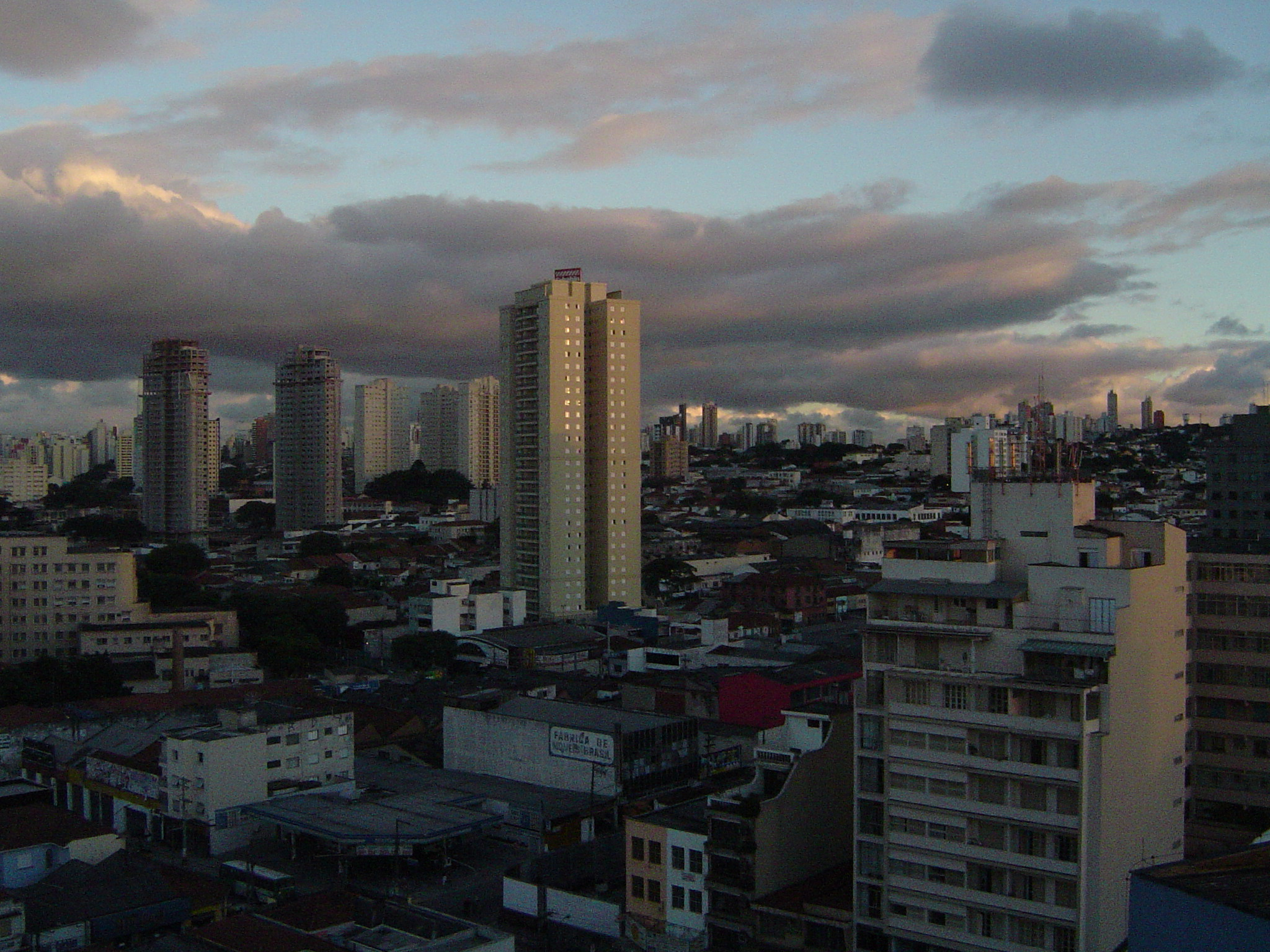
District de Lapa

La sous-préfecture de Lapa est régie par la loi n° 13.999 du 1er août 2002, c'est l'une des 32 mairies de la ville de São Paulo et est responsable de six districts: Lapa ; Barra Funda ; Perdizes ; Vila Leopoldina ; Jaguaré et Jaguara qui ensemble équivaut à une superficie de 40,1 kilomètres carrés et compte 305 536 habitants.
L'évolution que le district de Lapa a subie au cours des cinquante (50) dernières années a rendu possible plusieurs changements notables, étant actuellement reconnu comme l'un des quartiers les mieux équipés en infrastructures urbaines, telles que le terminus intermodal Palmeiras-Barra Funda, centres commerciales, universités et le renommé Mémorial de l'Amérique latine.

## Origine
Les origines de Lapa respectent les débuts de la colonie de São Paulo de Piratininga. En 1581, les premières nouvelles de la région apparaissent, lorsque, à côté de la rivière Emboaçava, plus tard appelée Pinheiros, les jésuites ont reçu une sesmaria.
À partir du milieu du XVIIIe siècle, parmi les autres propriétés de la soi-disant halte Emboaçava, la "Fazendinha da Lapa" devient évidente. C'était un voisin des sites de Mandi, Tabatinguá, Água Branca et Emboaçava.
Les Jésuites quittent la région en 1743.
En 1805, une phase de grande augmentation de la production de canne à sucre, le mouvement des troupes sur la route qui reliait Vila de Itu à São Paulo et à la côte, a profité du confort et de l'adéquation du pont de Sítio do Coronel Anastácio de Freitas Troncoso, utilisant comme préférence dans ce déplacement la canne.
Le progrès de certaines poteries et l'expansion de la population, qui ont renforcé l'urbanisation du quartier de Lapa, sont dus à la qualité de l'argile des bords de la rivière Tietê qui a stimulé le début de l'industrialisation du lieu.
À l'époque du café brésilien, Lapa a commencé à exposer des éléments qui le définissaient déjà comme un quartier de la municipalité de São Paulo. Leurs petites propriétés ont commencé à être subdivisées, attirant l'attention sur la croissance progressive des immigrants, en particulier les Italiens.
Le chemin de fer a intensifié la manifestation des premières industries de la région, comme le Frigorífico Amour. Ces manifestations ont été accélérées avec la construction des marginales des rivières Pinheiros et Tiête dans les années 50 et 60.

## District de Lapa
- IDH : 0,941 - très élevé (11e)
- Superficie : 10,0 km²[1]
- Population : 65 739[1]
- Principaux quartiers : Alto da Lapa, Bela Aliança, Vila Romana.
- Principales voies d'accès : Avenue Ermano Marchetti, Avenue Raimundo Pereira de Magalhães, Rues Aurélia, Clélia, Guaicurus et Pio XI.
- Stations de métro et terminus de bus : Gare de Lapa (ligne 7-Rubis de la CPTM), Gare de Lapa (ligne 8-Diamant de la CPTM) et terminus de bus Lapa de la SPTrans

Ce district a des quartiers nobles dans la ville de São Paulo, avec des propriétés haut de gamme. Au centre de Lapa, nous avons le vrai commerce de la région qui comprend de nombreux magasins de différents départements. Il n'y a pas encore de métro, mais en 2015, les travaux ont commencé sur la ligne 6-Orange du métro, qui aura des stations dans la région. Comme elle dispose d'une bonne infrastructure urbaine, de nombreux lieux culturels y ont été installés, tels que : Tendal da Lapa, Estação Ciência, le théâtre Cacilda Becker, le Musée de l'Horlogerie et le Musée Spirite. La région abrite également les studios Mauricio de Sousa et de la TV Cultura.

## District de Barra Funda
- IDH : 0,917 - très élevé (21e)
- Superficie : 5,6 km²[1]
- Population : 14 383[1]
- Principaux quartiers : Barra Funda, Água Branca, Várzea da Barra Funda.
- Principales voies d'accès : Marginal Tietê, Avenue Marquês de São Vicente, Avenue Francisco Matarazzo, Avenue Antártica, Avenue Pacaembu et Avenue São João.
- Stations de métro et terminus de bus : terminus intermodal Palmeiras-Barra Funda (ligne 3-rouge du métro et lignes 7-Rubis et 8-Diamant de la CPTM) Zones SPTrans : 1-Nord-ouest/Verte et 8-Ouest/Orange

Barra Funda est un district très traditionnel, il comprend la gare routière de Barra Funda, qui offre d'importants services publics tels que le CPTM, le métro et les bus. Également se situe le stade Allianz Parque, appartenant au club de football Palmeiras et au centre de formation (CT) du même et du São Paulo Futebol Clube. L'emplacement est toujours composé d'immeubles d'affaires et résidentiels haut de gamme et des centres commerciaux Bourbon et West Plaza.

## District de Perdizes
- IDH : 0,957 - très élevé (3e)
- Superficie : 6,10 km²[1]
- Population : 111 161[1]
- Principaux quartiers : Perdizes, Vila Pompeia, Sumaré, Jardim Vera Cruz.
- Principales voies d'accès : Avenue Sumaré, Avenue Antártica, Avenue Pompeia, Avenue Pacaembu, Avenue Doutor Arnaldo, Rua Heitor Penteado
- Stations de métro et terminus de bus : Station Sumaré (Ligne 2-Verte), Zone 9-Grise/Centre de la SPTrans

Le district de Perdizes est une région très appréciée de São Paulo pour ses infrastructures et son IDH élevé, provenant comme de nombreux quartiers de São Paulo, de propriétés rurales. Il abrite différentes entités éducatives, telles que l'Université pontificale catholique, l'une des institutions d'enseignement supérieur les plus connues du Brésil, et des collèges tels que São Domingos, Santa Marcelina et Batista Brasileiro. Il bénéficie d'un emplacement privilégié, car il est proche de l'Avenue Paulista et de la région centrale de la ville.

## District de Vila Leopoldina
- IDH : 0,907 - très élevé (23e)
- Superficie : 7,20 km²[1]
- Population : 39 485[1]
- Principaux quartiers : Vila Leopoldina, Vila Hamburguesa, Parque da Lapa, Conjunto Haddad.
- Principales voies d'accès : Marginal Pinheiros, Marginal Tietê, Autoroute Castelo Branco, Avenue Doutor Gastão Vidigal, Avenue Imperatriz Leopoldina, Avenue Queiroz Filho et Avenue Professor Fonseca Rodrigues.
- Stations de métro et termunus de bus : Gare de Ceasa (Ligne 9-Émeraude de la CPTM), Gare d'Imperatriz Leopoldina (Ligne 8-Diamant de la CPTM), Zone 9-Grise/Centre de la SPTrans

Le plus grand facteur de progrès pour le quartier a été la construction de la Companhia de Entrepostos e Armazéns Gerais do Estado de São Paulo (Ceagesp). Vila Leopoldina est desservie par deux lignes de train, la ligne 8-Diamante et la ligne 9-Esmeralda. Bien qu'il s'agisse d'un quartier bourgeois, il présente de nombreux contrastes sociaux tels que les favelas et une mini cracolândia. Il comprend également le gymnase SESI, où se déroulent de nombreux matchs de volley-ball Superliga.

## District de Jaguaré
- IDH : 0,849 - élevé (51e)
- Superficie : 6,60 km²[1]
- Population : 49 863[1]
- Principaux quartiers : Jaguaré, Parque Continental, Conjunto Butantã, Vila Graziela, Vila Lageado.
- Principales voies d'accès : Marginal Pinheiros, Autoroute Castelo Branco, Avenue Jaguaré, Avenue Escola Politécnica, Avenue Presidente Altino, Avenue Engenheiro Billings et Avenue Bolonha.
- Stations de métro et terminus de bus : Gare de Villa Lobos-Jaguaré (Ligne 9-Émeraude de la CPTM), Zone 8-Ouest/Orange de la SPTrans

En 1935, le district de Jaguaré est conçu et construit par l'ingénieur Henrique Dumont Villares. Divisé en zones résidentielles, industrielles et commerciales, il a attiré une grande quantité de personnes et principalement des industries, restant jusqu'à aujourd'hui comme un important centre industriel de São Paulo. Le quartier comprend également le Musée de la technologie et est situé à proximité de la Cité universitaire.

## District de Jaguara
- IDH : 0,863 - élevé (44e)
- Superficie : 4,6 km²[1]
- Population : 24 895[1]
- Principaux quartiers : Parque Anhanguera, Vila Jaguara, Jardim Marisa, Jaguara.
- Principales voies d'accès : Avenue Mutinga, Avenue Cândido Portinari, Marginal Tietê, Autoroute Anhanguera et Autoroute Castelo Branco
- Stations de métro et terminus de bus :  Zone 1-Nord-ouest/Verte de la SPTrans

Des entreprises telles que Danone, Unilever et Expresso Araçatuba ont leur siège dans le district qui mêle zones résidentielles et industrielles. Une grande partie est également préservée par des arbres natives de la forêt atlantique située dans le parc municipal de Vila dos Remédios. Jaguara est située entre les autoroutes Anhanguera, Castelo Branco et Marginal Tiete, étant ainsi un endroit facilement accessible.

## Sous-préfets
- Soninha Francine - (2009-2010)
- Carlos Eduardo Batista Fernandes - (2010-2013)
- Ricardo Airut Pradas - (2013-2016)
- Carlos Eduardo Batista Fernandes - (2017-2019)
- Léonardo Casal Santos - (2019-2021)
- Caio Luz - (2021-2021)
- Fernanda Galdino - (2021-actuel)